# Торчвуд: День Чуда
«Торчвуд: День Чуда» (англ. Torchwood: Miracle Day) — четвёртый и последний сезон британского научно-фантастического телесериала «Торчвуд», который в свою очередь представляет собой ответвление от популярного телесериала «Доктор Кто», с которым тесно переплетается. Премьерная трансляция сезона, состоящего из 10 эпизодов, прошла в США на канале Starz с 8 июля по 9 сентября 2011 года и параллельно с шести-дневной задержкой в Великобритании (с 14 июля по 15 сентября 2011) на канале BBC One.

## Описание
В один день никто не умирает. По всему миру никто не умирает. И на следующий день, и на следующий, и на следующий, люди стареют — им плохо и больно — но не умирают. Результат: неожиданный скачок населения. На такое количество людей не хватит ресурсов. Говорят, что через четыре месяца человеческая раса не сможет существовать. Но у этого события не может быть естественной причины — за этим кто-то стоит. Начинается гонка на время, и агент ЦРУ Рекс Мэтисон начинает расследование мирового заговора. Ответы находятся в старом тайном Британском институте. Когда Рекс начинает спрашивать «Что такое Торчвуд?», его затягивает в мир приключений и опасности, которая может навсегда изменить понятие человека.

## В ролях
- Джон Барроумэн — капитан Джек Харкнесс (1–10)
- Ив Майлс — Гвен Купер (1-10)
- Мекай Файфер — агент Рекс Мэтисон (1-10)
- Алекса Хэвинс — Эстер Драммонд (1-10)
- Кай Оуэн — Рис Уильямс (1-10)
- Билл Пуллман — Освальд Дэйнс (1-5, 8-10)
- Лорен Эмброуз — Джилли Китцингер (2-5, 8-10)
- Шэрон Морган — Мэри Купер (1, 5, 7-10)
- Арлин Тур — доктор Вера Хуарес (1-5)
- Том Прайс — сержант Энди Дэвидсон (1-2, 5, 7, 10)
- Уильям Томас — Герайнт Купер (1, 5-6, 9-10)
- Пол Джеймс — Ноа Викерс (1-2, 8-10)
- Марина Бенедикт — Шарлотта Уиллс (1-2, 8-10)
- Тедди Сирс — голубоглазый человек (5, 8-10)
- Кэндис Браун — Сара Драммонд (4, 8, 10)
- Уэйн Найт — Брайан Фридкин (2-3, 8)
- Джон де Ланси — Аллен Шапиро (8-10)
- Фрэнсис Фишер — Мать (9-10)
- Нана Визитор — Оливия Коласанто (7-8)
- Даниэль Фавилли — Анджело Коласанто (7-8)
- Крис Д’Аннунцио — Сальваторе Маранцано (7)
- Марк Вэнн — Колин Малони (5-6)
- Фредерик Колер — Ральф Колтрейн (5-6)
- Дичен Лакмэн — Лин Питерфилд (2)
- Мэр Уиннингэм — Эллис Хартли Монро (4)
- Си Томас Хауэлл — джентльмен (4)

## Список эпизодов
| Номер | №  | Название                                   | Режиссёр             | Сценарист                         | Зрителей (млн)       | Дата выхода в эфир                            | Код |
| --- | -- | ------------------------------------------ | -------------------- | --------------------------------- | -------------------- | --------------------------------------------- | --- |
| 1 | 32 | «Новый мир» «The New World»                | Бхарат Наллури       | Расселл Ти Дейвис                 | 1,51 (USA) 6,59 (UK) | 8 июля 2011 (Starz) 14 июля 2011 (BBC One)    | 101 |
| Когда сама смерть останавливается, весь мир сталкивается с самой опаснейшей ситуацией в истории. У агента ЦРУ Рекса Мэтисона лишь одна зацепка - Торчвуд. |    |                                            |                      |                                   |                      |                                               |     |
| 2 | 33 | «Экстрадиция» «Rendition»                  | Билли Гьерхарт       | Дорис Иган                        | 0,98 (USA) 5,75 (UK) | 15 июля 2011 (Starz) 21 июля 2011 (BBC One)   | 102 |
| Команда Торчвуда воссоединилась, и Джек понимает, что он - самый уязвимый человек на Земле. Полёт в США превращается в отчаянную битву за существование. |    |                                            |                      |                                   |                      |                                               |     |
| 3 | 34 | «Глубокая ночь» «Dead of Night»            | Билли Гьерхарт       | Джейн Эспенсон                    | 1,02 (USA) 5,49 (UK) | 22 июля 2011 (Starz) 28 июля 2011 (UK)        | 103 |
| Торчвуд подаётся в бега и находит нового врага, но они совершают набег на главный штаб ФиКорп, и Джек должен противостоять загадочному Освальду Дэйнсу. |    |                                            |                      |                                   |                      |                                               |     |
| 4 | 35 | «Побег в Лос-Анджелес» «Escape to L.A.»    | Билли Гьерхарт       | Джим Грей, Джон Шибан             | 0,94 (USA) 5,19 (UK) | 29 июля 2011 (Starz) 4 августа 2011 (UK)      | 104 |
| Битва против ФайКорп приводит команду Торчвуда в Калифорнию, где их поджидает ловушка. Тем временем, Освальд и Джилли понимают, что их враг - они сами. |    |                                            |                      |                                   |                      |                                               |     |
| 5 | 36 | «Категории жизни» «The Categories of Life» | Гай Ферланд          | Джейн Эспенсон                    | 1,02 (USA) 5,17 (UK) | 5 августа 2011 (Starz) 11 августа 2011 (UK)   | 105 |
| Торчвуд начинает работать под прикрытием и узнаёт ужасную правду, скрытую за Чудом. Враг приближается, и смерть вот-вот ужасающе вернётся. |    |                                            |                      |                                   |                      |                                               |     |
| 6 | 37 | «Посредники» «The Middle Men»              | Гай Ферланд          | Джон Шибан                        | 0,88 (USA) 4,60 (UK) | 12 августа 2011 (Starz) 18 августа 2011 (UK)  | 106 |
| Гвен, Рекс и Эстер в ловушке на обеих сторонах Атлантического океана, начинается гонка против времени - Джек отправляется в самое сердце тайной организации. |    |                                            |                      |                                   |                      |                                               |     |
| 7 | 38 | «Бессмертные грехи» «Immortal Sins»        | Гвинет Хордер-Пейтон | Джейн Эспенсон                    | 0,92 (USA) 4,48 (UK) | 19 августа 2011 (Starz) 25 августа 2011 (UK)  | 107 |
| Гвен борется, чтобы защитить свою семью, и выбирает страшный путь во времени и пространстве, раскрывающий долгую историю Чуда. |    |                                            |                      |                                   |                      |                                               |     |
| 8 | 39 | «Конец пути» «End of the Road»             | Гвинет Хордер-Пейтон | Джейн Эспенсон, Райан Скотт       | 1,17 (USA) 4,64 (UK) | 26 августа 2011 (Starz) 1 сентября 2011 (UK)  | 108 |
| Торчвуд прибывает в особняк Анжело Коласанто, дабы встретиться с человеком, посвятившим всю жизнь тому, чтобы узнать, кто стоит за Чудом. Человеком, который, несмотря на Чудо, сумел умереть. Героев ждет новая ловушка, новые союзники, новые предательства и новые открытия. |    |                                            |                      |                                   |                      |                                               |     |
| 9 | 40 | «Собрание» «The Gathering»                 | Гай Ферланд          | Джон Фей                          | 1,05 (USA) 4,63 (UK) | 2 сентября 2011 (Starz) 8 сентября 2011 (UK)  | 109 |
| Три Семьи ввергают мир в кризис, команда Торчвуда - побеждённая, беспомощная, разыскиваемая - должна заключить сделку с самим дьяволом. |    |                                            |                      |                                   |                      |                                               |     |
| 10 | 41 | «Линия крови» «The Blood Line»             | Билли Гьерхарт       | Расселл Ти Дейвис, Джейн Эспенсон | 0,95 (USA) 5,13 (UK) | 9 сентября 2011 (Starz) 15 сентября 2011 (UK) | 110 |
| Команда Торчвуда отправляется через весь мир на финальную, отчаянную миссию, но Три Семьи не остановить, если не принести ужасную жертву. |    |                                            |                      |                                   |                      |                                               |     |

## История создания
12 ноября 2009 года Рассел Ти Дейвис подтвердил, что четвёртый сезон «в разработке», и к работе над сериями надеются приступить в январе 2010 года. Джон Барроумен заявил, что подписал контракт на 13 серий нового сезона.
11 апреля 2010 года в интервью на Heat Radio, Джон Бэрроумен сообщил, что 4 сезон всё ещё находится в обсуждении — выпускать его или нет.
7 июня 2010 года на официальном сайте канала BBC1 в разделе о Торчвуде было подтверждено о начале работы над четвёртым сезоном. В статье говорится, что Джон Барроумен и Ив Майлс дали своё согласие на участие в сериале. Капитан Джек Харкнесс возвращается на экраны. Американский кабельный канал Starz и британский BBC One в будущем году выпустят на экраны десятисерийный четвёртый сезон «Torchwood: Miracle Day» (Торчвуд: День Чуда).
«Новые серии позволят Дэвису и его команде создать более яркую и масштабную историю. Ко всему прочему — в их распоряжении неограниченные возможности кабельного телевидения и телеканала Starz в частности», — заявляет руководство канала.
Ожидается, что некоторые уже знакомые персонажи обязательно вернутся в сериал. Персонажи Джона Барроумена и Ив Майлз, а также Расселл Ти Дейвис (в качестве шоураннера и сценариста) продолжат рассказывать о приключениях специального отряда «Торчвуд». На этот раз события сезона будут носить международный характер. Помимо полюбившихся Капитана Джека и Гвен Купер в новую команду Торчвуда войдут агент ЦРУ Рекс Мэтисон (актёр Мехи Файфер), аналитик ЦРУ Эстер Драммонд (Алекса Хэвинс) и хирург Вера Хуарос (Арлин Тур). Большое влияние на происходящие события окажут гениальный PR-специалист Джилли Китцинжер (Лорен Эмброуз) и убийца-педофил Освальд Дэйнс (Билл Пуллман). Команде Торчвуда придётся сражаться с нависшей над планетой угрозой, не догадываясь, что главным их врагом является сама человеческая раса.